# Burkina Faso i olympiska sommarspelen 2012
Burkina Faso deltog i olympiska sommarspelen 2012 som ägde rum i London i Storbritannien mellan den 27 juli och den 12 augusti 2012. Fem aktiva tävlade i friidrott, judo och simning, men ingen av landets deltagare erövrade någon medalj.

## Friidrott
- Huvudartikel: Friidrott vid olympiska sommarspelen 2012

Förkortningar
- Notera – Placeringar gäller endast den tävlandes eget heat
- Q = Kvalificerade sig till nästa omgång via placering
- q = Kvalificerade sig på tid eller, i fältgrenarna, på placering utan att ha nått kvalgränsen
- NR = Nationellt rekord
- N/A = Omgången inte möjlig i grenen
- Bye = Idrottaren behövde inte delta i omgången

Herrar
Bana och väg
| Idrottare      | Gren  | Heat     | Heat      | Kvartsfinal | Kvartsfinal | Semifinal        | Semifinal        | Final            | Final            |
| Idrottare      | Gren  | Resultat | Placering | Resultat    | Placering   | Resultat         | Placering        | Resultat         | Placering        |
| -------------- | ----- | -------- | --------- | ----------- | ----------- | ---------------- | ---------------- | ---------------- | ---------------- |
| Gerard Kobeane | 100 m | 10.42    | 1 Q       | 10.48       | 6           | Gick inte vidare | Gick inte vidare | Gick inte vidare | Gick inte vidare |

Damer
Bana och väg
| Idrottare    | Gren       | Heat     | Heat      | Semifinal        | Semifinal        | Final            | Final            |
| Idrottare    | Gren       | Resultat | Placering | Resultat         | Placering        | Resultat         | Placering        |
| ------------ | ---------- | -------- | --------- | ---------------- | ---------------- | ---------------- | ---------------- |
| Marthe Koala | 100 m häck | 13.91    | 7         | Gick inte vidare | Gick inte vidare | Gick inte vidare | Gick inte vidare |

## Judo
Damer
| Idrottare      | Gren                     | Sextondelsfinal      | Åttondelsfinal                 | Kvartsfinal          | Semifinal            | Återkval             | Bronsmatch           | Final                | Final            |
| Idrottare      | Gren                     | Motståndare Resultat | Motståndare Resultat           | Motståndare Resultat | Motståndare Resultat | Motståndare Resultat | Motståndare Resultat | Motståndare Resultat | Placering        |
| -------------- | ------------------------ | -------------------- | ------------------------------ | -------------------- | -------------------- | -------------------- | -------------------- | -------------------- | ---------------- |
| Severine Nebie | Halv mellanvikt (-63 kg) | BYE                  | Willeboordse (NED) L 0001–1000 | Gick inte vidare     | Gick inte vidare     | Gick inte vidare     | Gick inte vidare     | Gick inte vidare     | Gick inte vidare |